# انصمام إنتاني
الانصمام الإنتاني أو الانسداد الوعائي الإنتاني هو انصمام ملوث بالبكتيريا يؤدي إلى تكوين قيح، وهو ما يُمثل أمرا خطيرا إذا تحرك من موقعه الأصلي، ولذا فإن الصمام الإنتاني قد يكون مميتاً.
تُعتبر المغزلية الناخرة (بكتيريا مطاعمة تعيش في تجويف الفم وهي من نوع العصيات اللاهوائية سلبية الغرام) إحدى الميكروبات الشائعة التي يمكن أن تؤدي إلى انتشار الانصمام الإنتاني.